# Chaetosciarinae
Chaetosciarinae zijn een onderfamilie uit de familie van de rouwmuggen (Sciaridae), onderorde muggen (Nematocera).

## Taxonomie
De volgende geslachten worden bij de onderfamilie ingedeeld:

### Onderfamilies
De volgende geslachten worden bij de familie ingedeeld:
- Chaetosciara Frey
- Mouffetina Frey, 1942
- Schwenckfeldina Frey
- Scythropochroa Enderlein, 1911